# Das goldene Bett
Das goldene Bett ist ein deutscher Stummfilm aus dem Jahre 1913 mit Theodor Loos und Hanni Weisse in den Hauptrollen.

## Handlung
Im Zentrum des Geschehens steht die schwer kranke Prinzessin Arnulf, die in ihrem goldenen Bett liegt und wie ein guter Geist um all die Menschen herumzuschweben scheint, die ihr begegnen.  Sie ist Freundin, Mäzenin und Wohltäterin in einem. Der Dichter Nehls schätzt sie, weil sie an ihn glaubt und ihn fördert, ihr Bänker liebt sie, weil sie ihm ihr Vertrauen schenkt, andere Frauen vergöttern sie, weil sie selbst noch in ihrem moribunden Zustand bemüht ist, deren auf Abwege geratene Gatten zurück an den heimischen Herd zu führen, und Freunde in (finanzieller) Not sind ihr auf ewig dankbar, wenn die Hochadelige für sie ihre Schatulle öffnet.
In diesem Mikrokosmos kreisen ihre Bewunderer um das goldene Bett und werden bald selbst Teil von ihm. Und doch unterscheidet sich jeder von ihnen maßgeblich von allen anderen. Der Bankdirektor, übersichtlich strukturiert und mit klaren Zielen, bleibt am ruhigsten, sucht er doch nicht nach dem Idealwert des Lebens. Der Dichter Frank Nehls ist am unruhigsten, obwohl er doch alles hat: Genius und Berühmtheit, seine entzückende Tochter Pieps, um die sich selbst ein Graf reißt. Und doch plagt ihn sein Idealismus, der nie wirklich befriedigt werden kann. Sein Leben wird bald zum Trümmerhaufen: die eigene Gattin, eindimensional gestrickt, interessiert ihn nicht mehr, die Gerichtsvollzieher geben sich bei ihm die Klinke in die Hand, und der Graf, die hoffnungsbesetzte Komponente in Pieps‘ Leben, stirbt tragisch bei einem Autounfall. So reiht sich in Franks Leben Enttäuschung an Enttäuschung und Katastrophe an Katastrophe.
Schließlich verliert Nehls – wie die anderen auch – auch noch die Prinzessin, die in ihrem goldenen Bett stirbt. Sie war es, die ihm stets Halt gegeben hat, die beste Freundin, die es als einzige schaffte, ihn von der Geliebten fortzureißen und ihm den Weg zurück zu seiner Gattin zu ebnen. Nehls droht den Halt in seinem Leben zu verlieren, da springt in größter Not sein Bruder Felix ein. Er ist Leiter der Depots, der Bankdirektor sein Vorgesetzter. Felix verschafft Frank mit einer Aktion an der Grenze zur Unterschlagung finanziell Luft. Dennoch ist der Poet der Kämpfe müde geworden, seelisch vereinsamt und seiner Schaffenskraft beraubt. Das goldene Bett als Fixpunkt, als sicherer Ruhepol – all dies ist passé. Selbst als Pieps die Gattin des Bankdirektors wird und er seine Tochter versorgt weiß, kann Nehls dies nicht mehr aufrichten. Des Lebens müde, wird eines Tages sein unter einem zertrümmerten Autowrack liegender Leichnam in einem Gebirgsgraben entdeckt.

## Produktionsnotizen
Das goldene Bett entstand im Frühjahr 1913 im Vitascope-Atelier in Berlins Lindenstraße 32 bis 24. Der Film wurde am 30. April 1913 anlässlich der Neueröffnung des Berliner Kinos Marmorhaus-Lichtspiele erstmals gezeigt. Erst einige Tage später, am 8. Mai 1913, passierte der Vierakter die Filmzensur und wurde mit Jugendverbot belegt. Die Filmlänge betrug 1707 Meter.
Der Theaterschauspieler Theodor Loos gab hier sein Filmdebüt.

## Kritik
„Lange nach Schluß des Romanbildes bleibt uns noch die prachtvolle Gestalt der idealen Prinzessin Arnulf vor Augen. Sie hat ebenso unsere Sympathien gewonnen, wie die ihrer Umgebung. […] Frau Gernod als Prinzessin und Herr Loos als Nehls leisten künstlerisch Hochstehendes. […] Hanni Weiße als Pieps ist entzückend. Aber auch die anderen Rollen sind bis zur kleinsten Charge erstklassig besetzt.“

„An erster Stelle steht eine Bearbeitung des Olga Wohlbrückschen Romans ‘Das goldene Bett’, der durch seinen Erstabdruck in der ‘Woche’ weithin bekannt geworden. Walter Schmidthässler hat das interessante Werk dramatisiert und in Szene gesetzt, und er hat es verstanden, durch geschickte Aneinanderfügung gutgewählter und nebenbei bemerkt vortrefflich dargestellter Bilder die Hauptmomente des Romans festzuhalten.“

„Dieses ganz außerordentlich feine Buch hat die Vitascope in einer hervorragenden Bearbeitung durch Schmidthäßler verfilmt. Prachtvolle photographische Skizzen unterstützen die hübsch aneinandergereihten Szenen, die in einer vorzüglichen Darstellung packende Wirkung besitzen […] Das interessante Bild hat eine stark ergreifende Schlußwirkung.“